# Třebohostice
Třebohostice (en allemand : Trebhostitz) est une commune du district de Strakonice, dans la région de Bohême-du-Sud, en République tchèque. Sa population s'élevait à 321 habitants en 2020.

## Géographie
Třebohostice se trouve à 9 km au nord-nord-ouest de Strakonice, à 61 km au nord-ouest de České Budějovice et à 93 km au sud-ouest de Prague.
La commune est limitée par Doubravice au nord, par Chrášťovice à l'est, par Únice et Krty-Hradec au sud et par Mnichov et Hlupín à l'ouest.

## Histoire
La première mention écrite du village date de 1357.

## Administration
La commune se compose de deux quartiers :
- Třebohostice
- Zadní Zborovice